# Filicudi

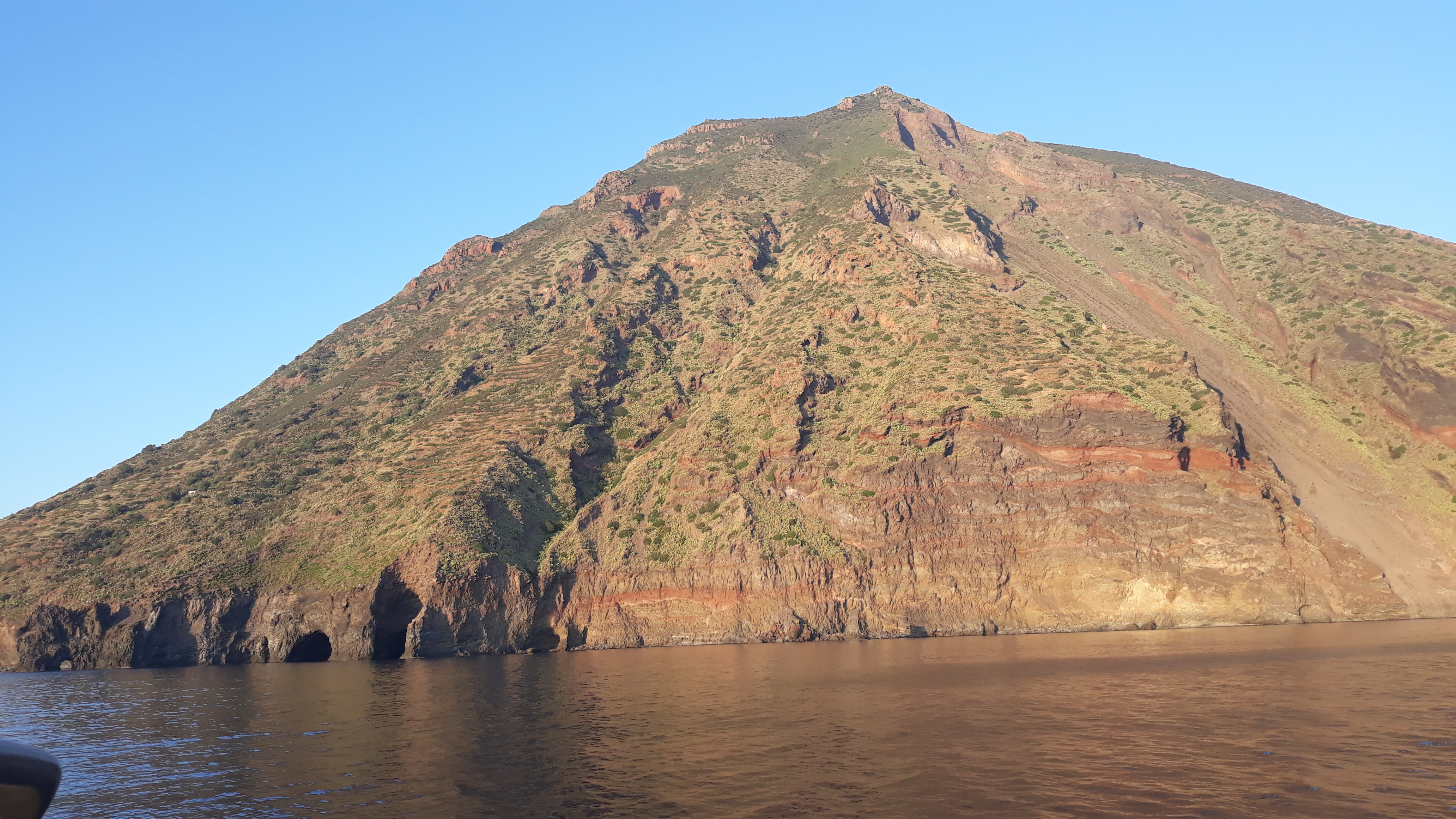
Wyspa Filicudi, widoczne jaskinie na brzegu

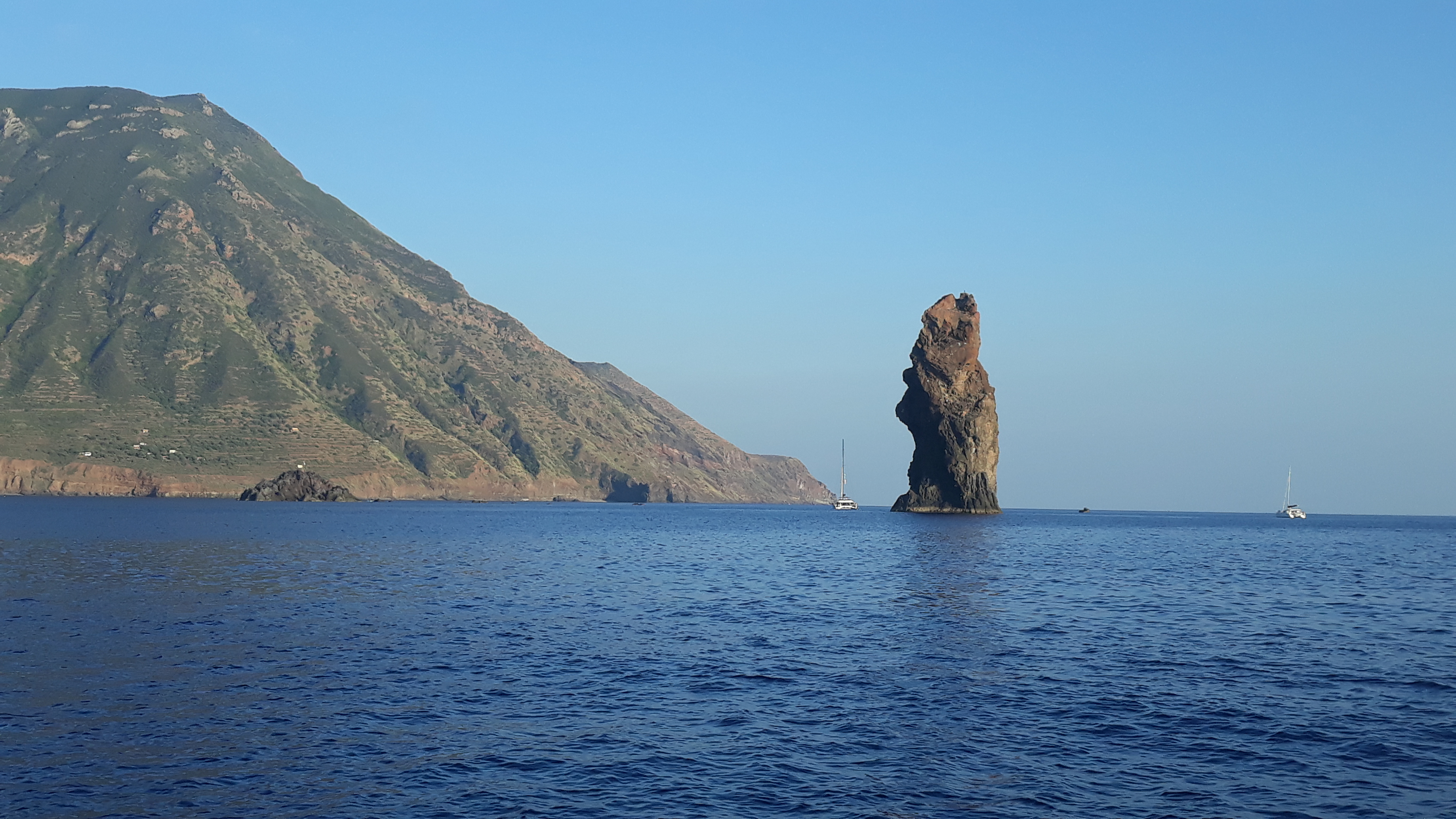
Iglica skalna La Canna u zachodniego wybrzeża Filicudi

Filicudi – włoska wyspa na Morzu Tyrreńskim, jedna z ośmiu wysp archipelagu Liparyjskiego. Filicudi jest położona  na północ od Sycylii, pomiędzy wyspami Lipari i Alicudi. Powierzchnia całkowita wyspy wynosi ok. 9,5 km². 
Wyspa zaludniona była od neolitu (około 3000 lat przed naszą erą). Kolejni mieszkańcy pojawili się tutaj podczas epoki brązu (VIII wiek p.n.e.). Następnie przez wiele stuleci była niezamieszkana, aż do czasów greckich i rzymskich. Pozostały także ślady z okresu bizantyjskiego. Obecnie na wyspie znajduje się kilka małych wiosek. Największą z nich jest Filicudi Porto, położona na wschodnim wybrzeżu. Na wyspie uprawia się winorośl, oliwki, zboże i warzywa.
Wyspę tworzą cztery nieaktywne już wulkany. Najwyżej wznosi się Monte Fossa delle Felci (774 m). Pozostałe, to Monte Montagnola (349 m), Monte Terrione (278 m) i Capo Graziano, który leży na wąskim półwyspie, wysuniętym ku wschodowi. Wszystkie wulkany należą do typu podmorskiego. Na Capo Graziano znajdują się resztki budowli prehistorycznych (Villaggio Preistorico), datowanych na około 2000 lat p.n.e., oraz liczniejsze z epoki brązu. Ślady późniejszego osadnictwa wraz z ceramiką mykeńską i cykladiańską (między 1500 i 1300 lat p.n.e.) odnaleziono w głównej części wyspy, na wulkanie Monte Montagnola.
Filicudi znana jest z licznych grot i jaskiń, z których najbardziej popularne są jaskinie Maccatore, San Bartholomeo, Perciato i Bue Marino, która według starożytnych podań była siedzibą wielkich, antycznych potworów. 
Z morza w pobliżu wyspy wyłaniają się ogromne skały, z których najbardziej imponującą jest La Canna, iglica wyrastająca na wysokość 85 m n.p.m.